# Brie, Aisne

Brie este o comună în departamentul Aisne din nordul Franței. În 1 ianuarie 2022 avea o populație de 54 de locuitori.